# ナンバー7
『ナンバー7』（ナンバーセブン）は、手塚治虫による日本のSF漫画作品。『日の丸』1961年（昭和36年）1月号 - 1963年（昭和38年）2月号に掲載。

## あらすじ
世界戦争の勃発を未然に悟った大島博士は、自身の発明品と共に息子七郎を人工冬眠させ、100年後の未来へと送り出す。2061年に七郎が目覚めると、地球は異星人や奇妙な動物の跋扈する大地へと変わり果て、人類は地球周辺にある「空中島」で細々と暮らしていた。空中島へと救出された七郎は、放射線への耐性や身体能力が買われて地球防衛隊にスカウトされ、7番目の隊員としてナンバー7を名乗ることになる。七郎ら地球防衛隊は絶えず迫り来る異星人と戦い、いつの日か地球を奪還することを目指して死闘を繰り広げる。

## 登場人物

### 大島一家
大島 七郎（おおしま しちろう） / ナンバー7
本編の主人公。大島一郎博士の息子で、父の頼みで発明品「イメージ現像機」と共に地下洞で100年の眠りについていた。眠りから覚めた後、「地球防衛隊・特別攻撃班」に入隊、ナンバー7として活躍する。
大島 一郎（おおしま いちろう）博士
七郎の父で科学者。頭に描いた事を実体化させる「イメージ現像機」を開発するが、世界戦争を仕掛けたY国のスパイに捕われ自爆。だが現像機は七郎と共に眠りにつくことになる。妻あり。

### 地球防衛隊
コスミ博士
日本の空中島の指導者で、地球防衛隊の顧問。
キミコ
コスミ博士の秘書。七郎の母（一郎の妻）に似た美女だが、実は地球に在する宇宙人のスパイ。コスミ博士との交流を経て地球人を愛するようになる。マクロライフ（天体型超巨大生命体）から七郎を連れて脱出する際に死亡。
ナンバー1
特別攻撃班隊長。冷静沈着な指揮官で七郎を指導する。サングラスを外した事は一度もなく、また前身も教えない。最終話で戦死し、七郎が後任に就いた。
ナンバー2
元・落語家。
ナンバー3
元・寿司屋。
ナンバー4
元・提灯屋。眠ると大きな鼻提灯を作り、それが割れると驚いて目を覚ます。かつて蓄膿症にかかっており、手術後は付け鼻。この鼻には煙幕や剃刀が仕込まれている。キャラは『リボンの騎士』のナイロン卿を流用。
ナンバー5（初代）
原始人に奪われた現像機を奪回するため戦死。
佐々木 小次郎（ささき こじろう） / ナンバー5（2代目）
14歳ながら剣の達人。隊員武器の銃兼用サーベルの他、背中に刀を背負っている。自信家で尊大でお調子者。キャラは手塚スターの「佐々木小次郎」。
ナンバー6（初代）
元・小学校校長。宇宙人のロケットを奪い返して戦死。
ミッチ / ナンバー6（2代目）
子供ながら勇敢だが、実はギャングの女ボス「スペードのジェーン」の息子として現像機により生み出された存在。母が死ぬと同時に消え去る運命だった。

## 幻のアニメ化
当作品は虫プロダクションによりアニメ化が検討されていたが、東映動画より設定の酷似した『レインボー戦隊ロビン』が企画されたため、タイトルはそのままに大幅に設定を変えることとなった。しかし、またしても設定の良く似たアニメが『宇宙少年ソラン』として制作されたため、虫プロはタイトルから抜本的に設定を練り直し、その結果生まれたのが『W3』である。
アニメ化にはならなかった『ナンバー7』であるが、その設定は初代アニメ版『鉄腕アトム』の第56話「地球防衛隊」に流用されている。また1964年7月26日公開の劇場版『鉄腕アトム 宇宙の勇者』にカラーでブロウアップ公開、更に1980年3月20日には『鉄腕アトム 地球防衛隊』として、本作を独立して公開された。
なおアニメ版は原作とは次の様な相違点がある。
- 舞台となっている年は、アニメ版『アトム』の舞台である「2013年」（劇場版では「世界暦2004年」）
- 地球防衛隊基地は月面に設置されている。
- ナンバー7の本名は「大島七郎」から「宮本武蔵」（声 - 北條美智留）に変更。これはナンバー5こと佐々木小次郎との対比のため。
- コスミ博士（声 - 熊倉一雄）[3]の秘書は「キミコ」から「ハルコ」に変更、キャラも一新し、また「宇宙人のスパイ」という設定はなくなった。

## 単行本
- 手塚治虫全集『ナンバー7』（小学館）全2巻
- 集英社漫画文庫『ナンバー7』（集英社）全2巻
- 手塚治虫漫画全集『ナンバー7』（講談社）全4巻
- 集英社文庫『ナンバー7』（集英社）全2巻
- 秋田文庫『ナンバー7』（秋田書店）全2巻
- 手塚治虫文庫全集『ナンバー7』（講談社）全2巻